# GP2-Serie 2011
Die GP2-Serie 2011 war die siebte Saison der GP2-Serie. Sie startete am 7. Mai 2011 auf dem Istanbul Park Circuit und endete am 11. September 2011 im Autodromo Nazionale Monza. Den Meistertitel der Fahrer gewann vorzeitig Romain Grosjean. Das Barwa Addax Team entschied die Teamwertung für sich.
Darüber hinaus findet am 12. und 13. November 2011 eine GP2-Veranstaltung, das GP2 Final 2011, statt, die nicht zur Meisterschaft zählt.

## Regeländerungen

### Technische Änderungen
Zur Saison 2011 wurde das alte Dallara-Chassis GP2/08, dass von 2008 bis 2010 in der GP2-Serie verwendet worden war, durch das neue Dallara-Chassis GP2/11 ersetzt. Ebenfalls wurde der bisherige Reifenlieferant Bridgestone durch Pirelli abgelöst. Erstmals wurden in der GP2-Serie die identischen Reifenmischungen wie in der Formel 1 verwendet.

## Teams und Fahrer
Alle Teams benutzten das Dallara-Chassis GP2/11, Motoren von Renault-Mecachrome und Reifen von Pirelli.
| Bild                    | Team                               | Auto # | Fahrer              | Rennwochenende | Quelle |
| ----------------------- | ---------------------------------- | ------ | ------------------- | -------------- | ------ |
| Rapax                   | Rapax                              | 1      | Fabio Leimer        | Alle           | [ 5 ]  |
| Rapax                   | Rapax                              | 2      | Julian Leal         | 1–4            | [ 6 ]  |
| Rapax                   | Rapax                              | 2      | Julian Leal         | 5–9            | [ 6 ]  |
| Barwa Addax Team        | Barwa Addax Team                   | 3      | Charles Pic         | Alle           | [ 7 ]  |
| Barwa Addax Team        | Barwa Addax Team                   | 4      | Giedo van der Garde | Alle           |        |
| Lotus ART               | Lotus ART                          | 5      | Jules Bianchi       | Alle           | [ 7 ]  |
| Lotus ART               | Lotus ART                          | 6      | Esteban Gutiérrez   | Alle           | [ 9 ]  |
| Racing Engineering      | Racing Engineering                 | 07     | Dani Clos           | Alle           | [ 10 ] |
| Racing Engineering      | Racing Engineering                 | 08     | Christian Vietoris  | 1, 4–9         | [ 10 ] |
| Racing Engineering      | Racing Engineering                 | 08     | Álvaro Parente      | 2–3            | [ 11 ] |
| iSport International    | iSport International               | 9      | Sam Bird            | Alle           | [ 12 ] |
| iSport International    | iSport International               | 10     | Marcus Ericsson     | Alle           | [ 12 ] |
| DAMS                    | DAMS                               | 11     | Romain Grosjean     | Alle           | [ 13 ] |
| DAMS                    | DAMS                               | 12     | Pål Varhaug         | Alle           | [ 13 ] |
| Arden International     | Arden International                | 14     | Josef Král          | Alle           | [ 14 ] |
| Arden International     | Arden International                | 15     | Jolyon Palmer       | Alle           | [ 14 ] |
| Super Nova Racing       | Super Nova Racing                  | 16     | Fairuz Fauzy        | Alle           | [ 15 ] |
| Super Nova Racing       | Super Nova Racing                  | 17     | Luca Filippi        | 1–5            | [ 16 ] |
| Super Nova Racing       | Super Nova Racing                  | 17     | Adam Carroll        | 6–9            | [ 17 ] |
| Scuderia Coloni         | Scuderia Coloni                    | 18     | Michael Herck       | Alle           | [ 18 ] |
| Scuderia Coloni         | Scuderia Coloni                    | 19     | Davide Rigon        | 1              | [ 19 ] |
| Scuderia Coloni         | Scuderia Coloni                    | 19     | Kevin Ceccon        | 2–5            | [ 20 ] |
| Scuderia Coloni         | Scuderia Coloni                    | 19     | Luca Filippi        | 6–9            | [ 17 ] |
| Trident Racing          | Trident Racing                     | 20     | Rodolfo González    | Alle           | [ 21 ] |
| Trident Racing          | Trident Racing                     | 21     | Stefano Coletti     | 1–8            | [ 22 ] |
| Trident Racing          | Trident Racing                     | 21     | Stéphane Richelmi   | 9              | [ 23 ] |
| Ocean Racing Technology | Ocean Racing Technology            | 22     | Kevin Mirocha       | 1–7            | [ 24 ] |
| Ocean Racing Technology | Ocean Racing Technology            | 22     | Brendon Hartley     | 8–9            | [ 25 ] |
| Ocean Racing Technology | Ocean Racing Technology            | 23     | Johnny Cecotto jr.  | Alle           | [ 24 ] |
| Carlin                  | Carlin                             | 24     | Max Chilton         | Alle           | [ 26 ] |
| Carlin                  | Carlin                             | 25     | Michail Aljoschin   | 1–2, 7–8       | [ 27 ] |
| Carlin                  | Carlin                             | 25     | Oliver Turvey       | 3              | [ 28 ] |
| Carlin                  | Carlin                             | 25     | Álvaro Parente      | 4–6, 9         | [ 29 ] |
| Team AirAsia            | Team AirAsia Caterham Team AirAsia | 26     | Luiz Razia          | Alle           | [ 30 ] |
| Team AirAsia            | Team AirAsia Caterham Team AirAsia | 27     | Davide Valsecchi    | Alle           | [ 30 ] |

Anmerkungen
1. ↑  Leal trat die ersten vier Rennen mit einer italienischen Rennlizenz an. Ab dem fünften Rennwochenende startete er mit kolumbianischer Rennlizenz.

### Änderungen bei den Fahrern
Die folgende Auflistung enthält alle Fahrer, die an der GP2-Serie 2010 teilgenommen haben und in der Saison 2011 nicht für dasselbe Team wie 2010 starteten.
Fahrer, die ihr Team gewechselt haben:
- Sam Bird: ART Grand Prix → iSport International
- Johnny Cecotto jr.: Trident Racing → Ocean Racing Technology
- Max Chilton: Ocean Racing Technology → Carlin
- Marcus Ericsson: Super Nova Racing → iSport International
- Rodolfo González: Arden International → Trident Racing
- Brendon Hartley: Scuderia Coloni → Ocean Racing Technology
- Michael Herck: David Price Racing → Scuderia Coloni
- Josef Král: Super Nova Racing → Arden International
- Fabio Leimer: Ocean Racing Technology → Rapax
- Álvaro Parente: Scuderia Coloni → Racing Engineering
- Charles Pic: Arden International → Barwa Addax Team
- Luiz Razia: Rapax Team → Team AirAsia
- Oliver Turvey: iSport International → Carlin
- Davide Valsecchi: iSport International → Team AirAsia

Fahrer, die in die GP2-Serie einsteigen bzw. zurückkehren:
- Michail Aljoschin: World Series by Renault (Carlin) → Carlin
- Adam Carroll: IndyCar Series (Andretti Autosport) → Super Nova Racing
- Kevin Ceccon: European F3 Open (RP Motorsport) → Scuderia Coloni
- Stefano Coletti: World Series by Renault (Comtec Racing) → Trident Racing
- Fairuz Fauzy: Formel-1-Testfahrer (Lotus) → Super Nova Racing
- Esteban Gutiérrez: GP3-Serie (ART Grand Prix) → Lotus ART
- Julian Leal: World Series by Renault (International DracoRacing) → Rapax
- Kevin Mirocha: Nordeuropäische Formel Renault (SL Formula Racing) → Ocean Racing Technology
- Jolyon Palmer: FIA-Formel-2-Meisterschaft → Arden International
- Stéphane Richelmi: Italienische Formel-3-Meisterschaft (Lucidi Motors) → Trident Racing
- Davide Rigon: Superleague Formula (Azerti Motorsport) → Scuderia Coloni
- Pål Varhaug: GP3-Serie (Jenzer Motorsport) → DAMS

Fahrer, die die GP2-Serie verlassen haben:
- Vladimir Arabadzhiev: Scuderia Coloni → Auszeit
- Fabrizio Crestani: David Price Racing → Auto GP (Team Lazarus)
- Jérôme D’Ambrosio: DAMS → Formel 1 (Virgin)
- James Jakes: Scuderia Coloni → IndyCar Series (Dale Coyne Racing)
- Federico Leo: Trident Racing → FIA-GT3-Europameisterschaft (AF Corse)
- Pastor Maldonado: Rapax Team → Formel 1 (Williams)
- Sergio Pérez: Barwa Addax Team → Formel 1 (Sauber)
- Edoardo Piscopo: Trident Racing → Blancpain Endurance Series (Lotus Italia Scuderia Giudici)
- Giacomo Ricci: David Price Racing → Auszeit
- Ho-Pin Tung: DAMS → IndyCar Series (Dragon Racing)
- Alberto Valerio: Scuderia Coloni → Stock Car Brasil (Amir Nasr Racing)
- Adrian Zaugg: Trident Racing → Auto GP (SuperNova)

### Änderungen bei den Teams
DPR wird in der Saison 2011 nicht mehr an den Start gehen. Dafür werden mit Carlin und Team AirAsia zwei neue Teams an den Start gehen. ART Grand Prix wird ab dieser Saison von Lotus Cars unterstützt und tritt unter dem Namen ART Lotus an. Da das Team AirAsia dem Teamchef von Lotus Racing gehört, kommt es zu der kuriosen Situation, dass Lotus Cars und Lotus Racing gegeneinander antreten werden.

### Änderungen während der Saison
- Davide Rigon zog sich beim Saisonauftakt in Istanbul mehrere Knochenbrüche des linken Schien- und Wadenbeins zu.[31] An vier Rennwochenenden wurde er durch Kevin Ceccon vertreten. Ceccon wurde dadurch mit einem Alter von 17 Jahren und 243 Tagen zum bisher jüngsten GP2-Piloten.[20] Anschließend übernahm Luca Filippi dessen Cockpit. Filippi fuhr zuvor für Super Nova Racing und wurde dort durch Adam Carroll ersetzt.[17]

- Christian Vietoris wurde nach einem Unfall in Istanbul für die Rennwochenenden in Barcelona und Monte Carlo durch Álvaro Parente vertreten. Vietoris litt unter starken Kopfschmerzen, die eine Pause notwendig machten. Trotz der Kopfschmerzen nahm er zwischen den GP2-Rennwochenenden von Istanbul und Barcelona an einem DTM-Rennen teil.[11]

- Michail Aljoschin, der bereits vor der Saison Budgetprobleme hatte, wurde nach zwei Rennwochenenden durch Oliver Turvey ersetzt. Turvey wurde wiederum nach einem Rennwochenende durch Álvaro Parente, der zuvor für Racing Engineering gefahren war, abgelöst. Zum siebten Rennwochenende übernahm Aljoschin für zwei Rennwochenenden wieder den Platz bei Carlin. Zum Saisonfinale erhielt Parente ein weiteres Mal das Cockpit.

- Das Team AirAsia nannte sich nach dem dritten Rennwochenende in Caterham Team AirAsia um.[32]

- Kevin Mirocha wurde bei Ocean Racing Technology nach dem siebten Rennwochenende durch Brendon Hartley ersetzt.[25]

- Stefano Coletti verletzte sich bei einem Unfall in Spa-Francorchamps so schwer, dass er für das Saisonfinale durch Stéphane Richelmi ersetzt wurde. Coletti zog sich zwei Wirbelbrüche zu.

## Rennkalender
Der Rennkalender der GP2-Serie-Saison 2011 wurde am 21. Dezember 2010 veröffentlicht. Insgesamt werden neun Rennwochenenden ausgetragen, die im Rahmenprogramm der Formel 1 stattfinden werden. Im Gegensatz zu 2010 gehört das Rennwochenende im Rahmen des Formel-1-Saisonfinales in Abu Dhabi nicht zur Meisterschaft.
| Nr. | Datum         | Rennstrecke                                      | Sieger             | Zweiter             | Dritter             | Pole-Position       | Schnellste Rennrunde |
| --- | ------------- | ------------------------------------------------ | ------------------ | ------------------- | ------------------- | ------------------- | -------------------- |
| 01. | 07. Mai       | Istanbul Park Circuit (Istanbul)                 | Romain Grosjean    | Sam Bird            | Jules Bianchi       | Romain Grosjean     | Sam Bird             |
| 02. | 08. Mai       | Istanbul Park Circuit (Istanbul)                 | Stefano Coletti    | Giedo van der Garde | Sam Bird            |                     | Romain Grosjean      |
| 03. | 21. Mai       | Circuit de Barcelona-Catalunya (Montmeló)        | Charles Pic        | Giedo van der Garde | Sam Bird            | Giedo van der Garde | Giedo van der Garde  |
| 04. | 22. Mai       | Circuit de Barcelona-Catalunya (Montmeló)        | Fabio Leimer       | Dani Clos           | Marcus Ericsson     |                     | Charles Pic          |
| 05. | 27. Mai       | Circuit de Monaco (Monte Carlo)                  | Davide Valsecchi   | Álvaro Parente      | Luca Filippi        | Sam Bird            | Davide Valsecchi     |
| 06. | 28. Mai       | Circuit de Monaco (Monte Carlo)                  | Charles Pic        | Josef Král          | Romain Grosjean     |                     | Sam Bird             |
| 07. | 25. Juni      | Valencia Street Circuit (Valencia)               | Romain Grosjean    | Giedo van der Garde | Davide Valsecchi    | Charles Pic         | Romain Grosjean      |
| 08. | 26. Juni      | Valencia Street Circuit (Valencia)               | Esteban Gutiérrez  | Luiz Razia          | Giedo van der Garde |                     | Stefano Coletti      |
| 09. | 09. Juli      | Silverstone Circuit (Silverstone)                | Jules Bianchi      | Christian Vietoris  | Marcus Ericsson     | Jules Bianchi       | Romain Grosjean      |
| 10. | 10. Juli      | Silverstone Circuit (Silverstone)                | Romain Grosjean    | Dani Clos           | Giedo van der Garde |                     | Stefano Coletti      |
| 11. | 23. Juli      | Nürburgring (Nürburg)                            | Luca Filippi       | Charles Pic         | Romain Grosjean     | Charles Pic         | Luca Filippi         |
| 12. | 24. Juli      | Nürburgring (Nürburg)                            | Romain Grosjean    | Jules Bianchi       | Luca Filippi        |                     | Christian Vietoris   |
| 13. | 30. Juli      | Hungaroring (Mogyoród)                           | Romain Grosjean    | Charles Pic         | Luiz Razia          | Luiz Razia          | Sam Bird             |
| 14. | 31. Juli      | Hungaroring (Mogyoród)                           | Stefano Coletti    | Esteban Gutiérrez   | Romain Grosjean     |                     | Romain Grosjean      |
| 15. | 27. August    | Circuit de Spa-Francorchamps (Spa-Francorchamps) | Christian Vietoris | Jules Bianchi       | Romain Grosjean     | Christian Vietoris  | Julian Leal          |
| 16. | 28. August    | Circuit de Spa-Francorchamps (Spa-Francorchamps) | Luca Filippi       | Jules Bianchi       | Josef Král          |                     | Marcus Ericsson      |
| 17. | 10. September | Autodromo Nazionale Monza (Monza)                | Luca Filippi       | Charles Pic         | Romain Grosjean     | Charles Pic         | Luca Filippi         |
| 18. | 11. September | Autodromo Nazionale Monza (Monza)                | Christian Vietoris | Fabio Leimer        | Jules Bianchi       | Luca Filippi        | Luiz Razia           |

## Wertungen

### Punktesystem
Beim Hauptrennen (HAU) bekamen die ersten acht des Rennens 10, 8, 6, 5, 4, 3, 2 bzw. 1 Punkt(e). Beim Sprintrennen (SPR) erhielten die ersten sechs des Rennens 6, 5, 4, 3, 2 bzw. 1 Punkt(e). Zusätzlich erhielt der Gewinner des Qualifyings, der im Hauptrennen von der Pole-Position startete, zwei Punkte. Der Fahrer, der von den ersten zehn klassifizierten Fahrern die schnellste Rennrunde erzielte, erhielt ebenfalls einen Punkt.
| Punkteverteilung | Punkteverteilung | Punkteverteilung | Punkteverteilung | Punkteverteilung | Punkteverteilung | Punkteverteilung | Punkteverteilung | Punkteverteilung | Punkteverteilung | Punkteverteilung | Punkteverteilung | Punkteverteilung |
| ---------------- | ---------------- | ---------------- | ---------------- | ---------------- | ---------------- | ---------------- | ---------------- | ---------------- | ---------------- | ---------------- | ---------------- | ---------------- |
| Platz            | 1                | 2                | 3                | 4                | 5                | 6                | 7                | 8                | 9                | 10               | PP               | SR               |
| Hauptrennen      | 10               | 8                | 6                | 5                | 4                | 3                | 2                | 1                | 0                | 0                | 2                | 1                |
| Sprintrennen     | 6                | 5                | 4                | 3                | 2                | 1                | 0                | 0                | 0                | 0                | –                | 1                |

### Fahrerwertung
| Pos. | Fahrer           | TUR | TUR | ESP | ESP | MCO | MCO | ESP | ESP | GBR | GBR | GER | GER | HUN | HUN | BEL | BEL | ITA | ITA | Punkte |
| Pos. | Fahrer           | HAU | SPR | HAU | SPR | HAU | SPR | HAU | SPR | HAU | SPR | HAU | SPR | HAU | SPR | HAU | SPR | HAU | SPR | Punkte |
| ---- | ---------------- | --- | --- | --- | --- | --- | --- | --- | --- | --- | --- | --- | --- | --- | --- | --- | --- | --- | --- | ------ |
| 01   | R. Grosjean      | 1   | 10  | DSQ | 9   | 4   | 3   | 1   | DNF | 4   | 1   | 3   | 1   | 1   | 3   | 3   | 4   | 3   | 21  | 89     |
| 02   | L. Filippi       | DNF | 14  | DNF | DNF | 3   | 4   | DNF | 15  | 13  | 12  | 1   | 3   | 6   | DNF | 4   | 1   | 1   | 5   | 54     |
| 03   | J. Bianchi       | 3   | 7   | 7   | DNF | DNF | 19  | DNF | 7   | 1   | 5   | 4   | 2   | 7   | 6   | 2   | 2   | 8   | 3   | 53     |
| 04   | C. Pic           | 7   | 4   | 1   | 19  | 8   | 1   | NC  | DNF | 11  | 10  | 2   | DSQ | 2   | 13  | DNF | 19  | 2   | DNF | 52     |
| 05   | G. van der Garde | 4   | 2   | 2   | DNF | DNF | 9   | 2   | 3   | 8   | 3   | 6   | DNF | 4   | 4   | DNF | 20  | 21  | 13  | 49     |
| 06   | S. Bird          | 2   | 3   | 3   | 5   | DNF | 13  | 5   | 12  | 5   | 6   | 8   | 7   | 18  | 5   | 12  | 5   | 4   | 4   | 45     |
| 07   | C. Vietoris      | 11  | DNF | INJ | INJ | INJ | INJ | DNF | 13  | 2   | 7   | DNF | 4   | 8   | 10  | 1   | 13  | 6   | 1   | 35     |
| 08   | D. Clos          | 8   | 15  | 6   | 2   | DNF | 18  | 4   | 5   | 6   | 2   | 7   | DNF | 10  | DNF | 6   | 6   | 13  | 7   | 30     |
| 09   | D. Valsecchi     | 16  | 16  | 4   | 4   | 1   | 5   | 3   | 4   | 14  | 17  | 13  | DNF | 16  | 14  | 10  | 10  | 20  | DNF | 30     |
| 10   | M. Ericsson      | 9   | 8   | 5   | 3   | DNF | DNF | DNF | 11  | 3   | 4   | 5   | 16* | 5   | 16  | DNF | 12  | 14  | 8   | 25     |
| 11   | S. Coletti       | 5   | 1   | 10  | 20* | 5   | DNF | 17  | 19* | 7   | 22  | DNF | DNF | 21  | 1   | DNF | DNS | INJ | INJ | 22     |
| 12   | L. Razia         | 6   | 18  | DNF | DNF | DNF | 20  | 6   | 2   | 17  | 14  | DNF | 14  | 3   | 7   | DNF | DNF | 10  | 9   | 19     |
| 13   | E. Gutiérrez     | DNF | 11  | DNF | 12  | 12  | DNS | 7   | 1   | 10  | 8   | 12  | DNF | DNF | 2   | 14  | 7   | 9   | 6   | 15     |
| 14   | F. Leimer        | DNF | 20  | 8   | 1   | 9   | 7   | DNF | 14  | 15  | 11  | DSQ | 8   | 11  | 11  | DNF | DNF | 7   | 2   | 15     |
| 15   | J. Král          | 13  | 6   | 9   | 21* | 6   | 2   | 8   | DNF | 23  | 20  | 18  | 11  | 9   | 17  | 8   | 3   | DNF | 17  | 15     |
| 16   | A. Parente       |     |     | 11  | 7   | 2   | 16  | DNF | 18  | 9   | 9   | 20* | DNF |     |     |     |     | 12  | 12  | 8      |
| 17   | A. Carroll       |     |     |     |     |     |     |     |     |     |     | 15  | 5   | 19  | 12  | 9   | 11  | 5   | 11  | 6      |
| 18   | F. Fauzy         | 12  | 5   | 13  | 6   | 15* | 10  | 16  | 16  | 21  | 15  | 16  | 12  | DNF | DNF | 7   | 21  | 18  | DNF | 5      |
| 19   | B. Hartley       |     |     |     |     |     |     |     |     |     |     |     |     |     |     | 5   | 9   | 22  | 20  | 4      |
| 20   | M. Chilton       | DNF | 17  | 12  | 11  | 7   | 6   | DNF | DNF | DNF | 19  | 17  | 6   | 18  | DNF | 15  | 16  | DNF | 18  | 4      |
| 21   | M. Herck         | 14  | 12  | DNF | DNF | 13  | 15  | 10  | 6   | 24  | 18  | 11  | 10  | 12  | DNF | 16  | 15  | DNF | EX  | 1      |
| 22   | K. Mirocha       | 15* | 19  | 21* | 16  | 10  | DNF | 12  | 8   | DNS | DNS | DNF | 13  | 14  | 8   |     |     |     |     | 0      |
| 23   | P. Varhaug       | 18  | 21  | 15  | 8   | DNF | 21  | 13  | 10  | 16  | 23  | DNF | 17  | 13  | DNF | 13  | 18  | 11  | 10  | 0      |
| 24   | J. Cecotto       | DNF | 13  | 14  | 13  | DNF | 17  | 14  | 17  | 12  | DNF | 10  | DNF | DNF | DNF | 11  | 8   | 17  | 15  | 0      |
| 25   | O. Turvey        |     |     |     |     | 14  | 8   |     |     |     |     |     |     |     |     |     |     |     |     | 0      |
| 26   | R. González      | DNF | 22  | 20  | 10  | DNF | 14  | 15  | DNF | 18  | 13  | 9   | 15  | DNF | 9   | DNF | 17  | 19  | 16  | 0      |
| 27   | J. Leal          | 19  | DNF | 17  | 14  | DNF | DNF | 11  | 9   | 22  | 21  | 14  | 9   | 20  | DNF | DNF | DNF | 16  | DNF | 0      |
| 28   | J. Palmer        | 17  | 9   | 18  | 17  | NC  | 11  | 9   | DNF | 20  | 16  | 19  | DNF | 22  | 18* | DNF | 14  | DNF | 19  | 0      |
| 29   | D. Rigon         | 10  | DNF | INJ | INJ | INJ | INJ | INJ | INJ | INJ | INJ | INJ | INJ | INJ | INJ | INJ | INJ | INJ | INJ | 0      |
| 30   | K. Ceccon        |     |     | 19  | 15  | 11  | 12  | 18  | 20* | 19  | DNF |     |     |     |     |     |     |     |     | 0      |
| 31   | S. Richelmi      |     |     |     |     |     |     |     |     |     |     |     |     |     |     |     |     | 15  | 14  | 0      |
| 32   | M. Aljoschin     | DNS | DNS | 16  | 18  |     |     |     |     |     |     |     |     | 15  | 15  | DNF | DNF |     |     | 0      |
| Pos. | Fahrer           | HAU | SPR | HAU | SPR | HAU | SPR | HAU | SPR | HAU | SPR | HAU | SPR | HAU | SPR | HAU | SPR | HAU | SPR | Punkte |
| Pos. | Fahrer           | TUR | TUR | ESP | ESP | MCO | MCO | ESP | ESP | GBR | GBR | GER | GER | HUN | HUN | BEL | BEL | ITA | ITA | Punkte |

| Legende  | Legende            | Legende                                                          |
| Farbe    | Abkürzung          | Bedeutung                                                        |
| -------- | ------------------ | ---------------------------------------------------------------- |
| Gold     | –                  | Sieg                                                             |
| Silber   | –                  | 2. Platz                                                         |
| Bronze   | –                  | 3. Platz                                                         |
| Grün     | –                  | Platzierung in den Punkten                                       |
| Blau     | –                  | Klassifiziert außerhalb der Punkteränge                          |
| Violett  | DNF                | Rennen nicht beendet (did not finish)                            |
| Violett  | NC                 | nicht klassifiziert (not classified)                             |
| Rot      | DNQ                | nicht qualifiziert (did not qualify)                             |
| Rot      | DNPQ               | in Vorqualifikation gescheitert (did not pre-qualify)            |
| Schwarz  | DSQ                | disqualifiziert (disqualified)                                   |
| Weiß     | DNS                | nicht am Start (did not start)                                   |
| Weiß     | WD                 | zurückgezogen (withdrawn)                                        |
| Hellblau | PO                 | nur am Training teilgenommen (practiced only)                    |
| Hellblau | TD                 | Freitags-Testfahrer (test driver)                                |
| ohne     | DNP                | nicht am Training teilgenommen (did not practice)                |
| ohne     | INJ                | verletzt oder krank (injured)                                    |
| ohne     | EX                 | ausgeschlossen (excluded)                                        |
| ohne     | DNA                | nicht erschienen (did not arrive)                                |
| ohne     | C                  | Rennen abgesagt (cancelled)                                      |
| ohne     | keine WM-Teilnahme |                                                                  |
| sonstige | P/fett             | Pole-Position                                                    |
| sonstige | 1/2/3/4/5/6/7/8    | Punktplatzierung im Sprint-/Qualifikationsrennen                 |
| sonstige | SR/kursiv          | Schnellste Rennrunde                                             |
| sonstige | *                  | nicht im Ziel, aufgrund der zurückgelegten Distanz aber gewertet |
| sonstige | ()                 | Streichresultate                                                 |
| sonstige | unterstrichen      | Führender in der Gesamtwertung                                   |

### Teamwertung
| Pos. | Team                               | Auto # | TUR | TUR | ESP | ESP | MCO | MCO | ESP | ESP | GBR | GBR | GER | GER | HUN | HUN | BEL | BEL | ITA | ITA | Punkte |
| Pos. | Team                               | Auto # | HAU | SPR | HAU | SPR | HAU | SPR | HAU | SPR | HAU | SPR | HAU | SPR | HAU | SPR | HAU | SPR | HAU | SPR | Punkte |
| ---- | ---------------------------------- | ------ | --- | --- | --- | --- | --- | --- | --- | --- | --- | --- | --- | --- | --- | --- | --- | --- | --- | --- | ------ |
| 01   | Barwa Addax Team                   | 03     | 7   | 4   | 1   | 19  | 8   | 1   | NC  | DNF | 11  | 10  | 2   | DSQ | 2   | 13  | DNF | 19  | 2   | DNF | 101    |
| 01   | Barwa Addax Team                   | 04     | 4   | 2   | 2   | DNF | DNF | 9   | 2   | 3   | 8   | 3   | 6   | DNF | 4   | 4   | DNF | 20  | 21  | 13  | 101    |
| 02   | DAMS                               | 11     | 1   | 10  | DSQ | 9   | 4   | 3   | 1   | DNF | 4   | 1   | 3   | 1   | 1   | 3   | 3   | 4   | 3   | 21  | 89     |
| 02   | DAMS                               | 12     | 18  | 21  | 15  | 8   | DNF | 21  | 13  | 10  | 16  | 23  | DNF | 17  | 13  | DNF | 13  | 18  | 11  | 10  | 89     |
| 03   | Racing Engineering                 | 07     | 8   | 15  | 6   | 2   | DNF | 18  | 4   | 5   | 6   | 2   | 7   | DNF | 10  | DNF | 6   | 6   | 13  | 7   | 73     |
| 03   | Racing Engineering                 | 08     | 11  | DNF | 11  | 7   | 2   | 16  | DNF | 13  | 2   | 7   | DNF | 4   | 8   | 10  | 1   | 13  | 6   | 1   | 73     |
| 04   | iSport International               | 09     | 2   | 3   | 3   | 5   | DNF | 13  | 5   | 12  | 5   | 6   | 8   | 7   | 17  | 5   | 12  | 5   | 4   | 4   | 70     |
| 04   | iSport International               | 10     | 9   | 8   | 5   | 3   | DNF | DNF | DNF | 11  | 3   | 4   | 5   | 16* | 5   | 16  | DNF | 12  | 14  | 8   | 70     |
| 05   | Lotus ART                          | 05     | 3   | 7   | 7   | DNF | DNF | 19  | DNF | 7   | 1   | 5   | 4   | 2   | 7   | 6   | 2   | 2   | 8   | 3   | 67     |
| 05   | Lotus ART                          | 06     | DNF | 11  | DNF | 12  | 12  | DNS | 7   | 1   | 10  | 8   | 12  | DNF | DNF | 2   | 14  | 12  | 9   | 6   | 67     |
| 06   | Team AirAsia Caterham Team AirAsia | 26     | 6   | 18  | DNF | DNF | DNF | 20  | 6   | 2   | 17  | 14  | DNF | DNF | 3   | 7   | 10  | DNF | 10  | 9   | 49     |
| 06   | Team AirAsia Caterham Team AirAsia | 27     | 16  | 16  | 4   | 4   | 1   | 5   | 3   | 4   | 14  | 17  | 13  | 14  | 16  | 14  | DNF | 10  | 20  | DNF | 49     |
| 07   | Scuderia Coloni                    | 18     | 14  | 12  | DNF | DNF | 13  | 15  | 10  | 6   | 24  | 18  | 11  | 10  | 12  | DNF | 16  | 15  | DNF | EX  | 46     |
| 07   | Scuderia Coloni                    | 19     | 10  | DNF | 19  | 15  | 11  | 12  | 18  | 20* | 19  | DNF | 1   | 3   | 6   | DNF | 4   | 1   | 1   | 5   | 46     |
| 08   | Trident Racing                     | 20     | DNF | 22  | 20  | 10  | DNF | 14  | 15  | DNF | 18  | 13  | 9   | 15  | DNF | 9   | DNF | 17  | 19  | 16  | 22     |
| 08   | Trident Racing                     | 21     | 5   | 1   | 10  | 20* | 5   | DNF | 17  | 19* | 7   | 22  | DNF | DNF | 21  | 1   | DNF | DNS | 15  | 14  | 22     |
| 09   | Super Nova Racing                  | 16     | 12  | 5   | 13  | 6   | 15* | 10  | 16  | 16  | 21  | 15  | 16  | 12  | DNF | DNF | 7   | 21  | 18  | DNF | 20     |
| 09   | Super Nova Racing                  | 17     | DNF | 14  | DNF | DNF | 3   | 4   | DNF | 17  | 13  | 12  | 15  | 5   | 19  | 12  | 9   | 11  | 5   | 11  | 20     |
| 10   | Rapax                              | 01     | DNF | 20  | 8   | 1   | 9   | 7   | DNF | 14  | 15  | 11  | DSQ | 8   | 11  | 11  | DNF | DNF | 7   | 2   | 15     |
| 10   | Rapax                              | 02     | 19  | DNF | 17  | 14  | DNF | DNF | 11  | 9   | 22  | 21  | 14  | 9   | 20  | DNF | DNF | DNF | 16  | DNF | 15     |
| 11   | Arden International                | 14     | 13  | 6   | 9   | 21* | 6   | 2   | 8   | DNF | 23  | 20  | 18  | 11  | 9   | 17  | 8   | 3   | DNF | 17  | 15     |
| 11   | Arden International                | 15     | 17  | 9   | 18  | 17  | NC  | 11  | 9   | DNF | 20  | 16  | 19  | DNF | 15  | 18* | DNF | 14  | DNF | 19  | 15     |
| 12   | Ocean Racing Technology            | 22     | 15* | 19  | 21* | 16  | 10  | DNF | 12  | 8   | DNS | DNS | DNF | 13  | 14  | 8   | 5   | 9   | 22  | 20  | 4      |
| 12   | Ocean Racing Technology            | 23     | DNF | 13  | 14  | 13  | DNF | 17  | 14  | 17  | 12  | DNF | 10  | DNF | DNF | DNF | 11  | 8   | 17  | 15  | 4      |
| 13   | Carlin                             | 24     | DNF | 17  | 12  | 11  | 7   | 6   | DNF | DNF | DNF | 19  | 17  | 6   | 18  | DNF | 15  | 16  | DNF | 18  | 4      |
| 13   | Carlin                             | 25     | DNS | DNS | 16  | 18  | 14  | 8   | DNF | 18  | 9   | 9   | 20* | DNF | 15  | 15  | DNF | DNF | 25  | 12  | 4      |
| Pos. | Team                               | Auto # | HAU | SPR | HAU | SPR | HAU | SPR | HAU | SPR | HAU | SPR | HAU | SPR | HAU | SPR | HAU | SPR | HAU | SPR | Punkte |
| Pos. | Team                               | Auto # | TUR | TUR | ESP | ESP | MCO | MCO | ESP | ESP | GBR | GBR | GER | GER | HUN | HUN | BEL | BEL | ITA | ITA | Punkte |

| Legende  | Legende            | Legende                                                          |
| Farbe    | Abkürzung          | Bedeutung                                                        |
| -------- | ------------------ | ---------------------------------------------------------------- |
| Gold     | –                  | Sieg                                                             |
| Silber   | –                  | 2. Platz                                                         |
| Bronze   | –                  | 3. Platz                                                         |
| Grün     | –                  | Platzierung in den Punkten                                       |
| Blau     | –                  | Klassifiziert außerhalb der Punkteränge                          |
| Violett  | DNF                | Rennen nicht beendet (did not finish)                            |
| Violett  | NC                 | nicht klassifiziert (not classified)                             |
| Rot      | DNQ                | nicht qualifiziert (did not qualify)                             |
| Rot      | DNPQ               | in Vorqualifikation gescheitert (did not pre-qualify)            |
| Schwarz  | DSQ                | disqualifiziert (disqualified)                                   |
| Weiß     | DNS                | nicht am Start (did not start)                                   |
| Weiß     | WD                 | zurückgezogen (withdrawn)                                        |
| Hellblau | PO                 | nur am Training teilgenommen (practiced only)                    |
| Hellblau | TD                 | Freitags-Testfahrer (test driver)                                |
| ohne     | DNP                | nicht am Training teilgenommen (did not practice)                |
| ohne     | INJ                | verletzt oder krank (injured)                                    |
| ohne     | EX                 | ausgeschlossen (excluded)                                        |
| ohne     | DNA                | nicht erschienen (did not arrive)                                |
| ohne     | C                  | Rennen abgesagt (cancelled)                                      |
| ohne     | keine WM-Teilnahme |                                                                  |
| sonstige | P/fett             | Pole-Position                                                    |
| sonstige | 1/2/3/4/5/6/7/8    | Punktplatzierung im Sprint-/Qualifikationsrennen                 |
| sonstige | SR/kursiv          | Schnellste Rennrunde                                             |
| sonstige | *                  | nicht im Ziel, aufgrund der zurückgelegten Distanz aber gewertet |
| sonstige | ()                 | Streichresultate                                                 |
| sonstige | unterstrichen      | Führender in der Gesamtwertung                                   |